# Черкаська правда

Титульна сторона газети Черкаська правда

«Черкаська правда» — газета Черкас та Черкаської області, Компартії України й області Ради народних депутатів. Виходить українською мовою. Бере початок від газети «Знамя коммунизма», перший номер якої вийшов 5 листопада 1918. Випуск газети готував більшовик А. М. Рибак, відряджений Київським підпільним губернським комітетом для роботи в глибинці. Друкували газету в Умані.
Пізніше газета випускалась під різними назвами: у 1919-му році інформаційною трибуною стали «Беднота», «Известия уездного Совета рабочих, крестьянских и козацких депутатов Черкасчины», «Вісті Черкаського повітового виконкому Ради робітничих, селянських та червоноармійських депутатів». У 1923—1930 роках назвалася «Шлях революції», «Робітничо-селянське око», «Радянська думка», «Прапор комуни». У грудні 1943 року в Черкасах почали виходити «Черкаські вісті», пізніше «Прапор комунізму», який редагували С. П. Найден, В. В. Казнадзей.
7 лютого 1954, після створення Черкаської області, почала виходити під нинішньою назвою. Першим її редактором став київський журналіст Євген Гольцев.
Під назвою «Черкаська правда» газета виходила 37 років. Газету редагували Лілія Шитова, Володимир Мислюк, Борис Педченко. В газеті друкувався відомий журналіст Іван Рябоштан. З «Черкаською правдою» пов’язані студентська практика і початок творчого шляху журналіста й письменника Василя Симоненка. 
У 1968-му році, з нагоди 50-річного ювілею, газета нагороджена орденом «Знак Пошани», у 2004 році — почесною грамотою Черкаської обласної державної адміністрації та обласної ради.
З 1 січня 1991 року по теперішній час газета називається «Черкаський край».